# ヴァルジョーイエ
ヴァルジョーイエ（伊: Valgioie）は、イタリア共和国ピエモンテ州トリノ県にある、人口約900人の基礎自治体（コムーネ）。

## 地理

### 位置・広がり

#### 隣接コムーネ
隣接するコムーネは以下の通り。
- アヴィリアーナ
- キウーザ・ディ・サン・ミケーレ
- コアッツェ
- ジャヴェーノ
- サンタンブロージョ・ディ・トリーノ

## 行政

### 分離集落
ヴァルジョーイエには、以下の分離集落（フラツィオーネ）がある。
- Colle Braida, Levrette, Chiappero, Chiodrero (sede comunale), Modoprato, Combravino, Bussone, Molino, Tortorello, Case Mastropietro, Casa Vai